# Trudi Canavan

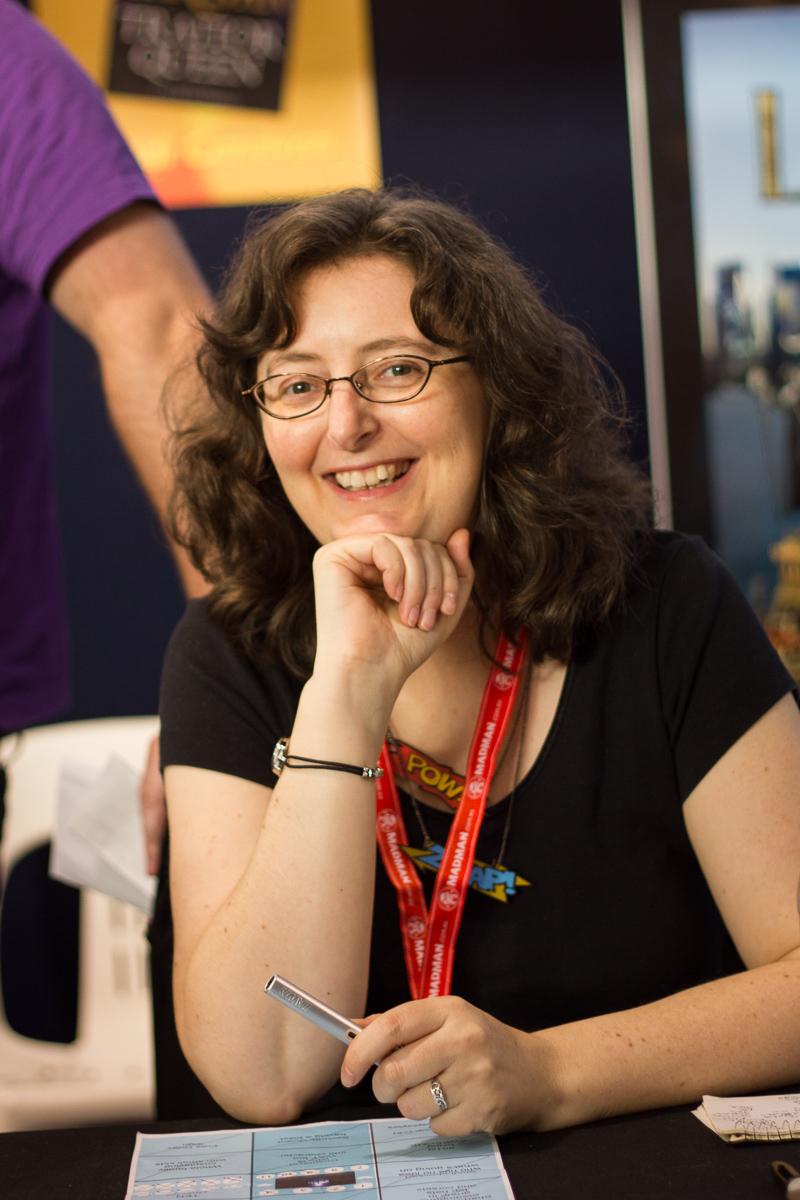
Trudi Canavan (2013)

Trudi Canavan (* 23. Oktober 1969 in Kew, Melbourne, Australien) ist eine australische Schriftstellerin. Sie veröffentlicht vor allem Werke im Fantasy-Genre und erreichte mit der Black-Magician-Trilogie (deutsch Die Gilde der Schwarzen Magier) aus den Jahren 2001 bis 2003 größere Bekanntheit.

## Leben
Trudi Canavan wurde in Kew geboren und wuchs in Ferntree Gully, einem Vorort von Melbourne, auf. Nach der Schule studierte sie Promotional Display am Melbourne College of Decoration der Victoria University. Trudi Canavan machte sich als Grafikdesignerin selbstständig und arbeitete in Teilzeit, um parallel Romane zu schreiben. Mitte bis Ende der 1990er Jahre entstand eine Trilogie, die sie mehrfach überarbeitete und später den Titel The Black Magician Trilogy erhielt. Größere Bekanntheit erreichte sie aber erst durch die Auszeichnung ihrer Kurzgeschichte Whispers of the Mist Children mit dem Aurealis Award im Jahr 1999. Trudi Canavan bewarb sich unter einem Pseudonym beim Verlag, da sie zuvor für diesen als Art Director gearbeitet hatte.
2001 erschien unter dem Titel The Magicians’ Guild (deutsch Die Rebellin) der erste Teil der Fantasy-Trilogie The Black Magician Trilogy (deutsch Die Gilde der Schwarzen Magier). Sie handelt von der rebellischen Zauberin Sonea, die als Straßenkind in einer mittelalterlich anmutenden Großstadt aufwächst und ihre magischen Kräfte entdeckt. 2002 folgte mit The Novice (deutsch Die Novizin) der nächste Roman, mit dem Trudi Canavan erneut für den Aurealis Award in der Kategorie „Fantasy Novel“ nominiert war. Abgeschlossen wurde die Trilogie mit dem Werk The High Lord (deutsch Die Meisterin) im Jahr 2003, das die Endrunde des Ditmar Award erreichte. Nachdem die Trilogie in Australien zum Bestseller wurde, veröffentlichten sie zunächst die Verlage Orbit Books und HarperCollins ab 2004 auch international. Laut Nielsen BookScan zählte Die Gilde der Schwarzen Magier zu den erfolgreichsten Reihen der 2000er Jahre. Im deutschsprachigen Raum gaben Blanvalet und cbt die Trilogie von Trudi Canavan ab 2006 heraus, für Die Rebellin wurde sie mit dem Deutschen Phantastik Preis als bester Roman international ausgezeichnet.
Auf The Magicians’ Guild folgte mit Age of the Five (deutsch Das Zeitalter der Fünf) eine weitere Trilogie, die aus den Romanen Priestess of the White (2005, Priester), Last of the Wilds (2006, deutsch Magier) und Voice of the Gods (2006, deutsch Götter) besteht. Im Zentrum der Handlung steht die Protagonistin Auraya und ein von Göttern angezettelter Religionskrieg. Bereits der erste Band erreichte den dritten Platz in der Bestsellerliste der australischen Sunday Times. 2009 veröffentlichte Trudi Canavan mit The Magician’s Apprentice (deutsch Magie) bei Orbit Books wieder ein Werk der The Magicians’ Guild-Reihe, das inhaltlich als Vorgeschichte anzusehen ist. Dafür zeichnete man Trudi Canavan 2009 mit ihrem zweiten Aurealis Award in der Kategorie Fantasy Novel aus, wobei die Jury insbesondere die Darstellung und Entwicklung der Charaktere hervorhob.
2010 bis 2012 wurde The Magicians’ Guild mit den Werken The Ambassadors’ Mission (deutsch Die Hüterin), The Rogue (deutsch Die Heilerin) und The Traitor Queen (deutsch Die Königin) in der sogenannten The Traitor Spy Trilogy (deutsch Sonea) fortgesetzt. Besondere Aufmerksamkeit erfuhr beispielsweise der zweite Band, der auch im deutschsprachigen Raum zum Bestseller wurde. Man wählte The Rogue unter die besten Bücher des Jahres 2011 bei Goodreads. Bis zum Zeitpunkt seiner Veröffentlichung wurden hier über 1,7 Millionen Exemplare der Bücher von Trudi Canavan verkauft. Derzeit arbeitet Trudi Canavan an ihrem vierten Mehrteiler, einer anfangs als Trilogie geplanten Tetralogie, unter dem Titel Millennium’s Rule (deutsch Die Magie der tausend Welten), deren erster Roman Thief’s Magic im Mai 2014 erschien. Im November 2014 erschien die deutsche Übersetzung unter dem Titel Die Begabte.
Trudi Canavan ist Autorin zahlreicher Kurzgeschichten und beteiligte sich zum Beispiel an der Serie Doctor Who der BBC. Neben ihrer Tätigkeit als Schriftstellerin wirkt sie mitunter an der Gestaltung ihrer Bücher mit, zum Beispiel wurde das Titelbild für Fables & Reflections #5 als beste professionelle Illustration für einen Ditmar Award 2003 nominiert. Bereits 1996 hatte man sie in der Kategorie für ihre Illustrationen in den Magazinen Aurealis und Eidolon vorgeschlagen. Trudi Canavan lebt mit ihrem Mann in Melbourne, Australien.

## Auszeichnungen
- Aurealis Award 1999 („Fantasy Novel“) für Whispers of the Mist Children[5]
- Ditmar Award 2004 („Short Story“) für Room for Improvement[27]
- Aurealis Award 2009 („Fantasy Novel“) für The Magician’s Apprentice[16]
- Deutscher Phantastik Preis 2007 („Bester internationaler Roman“) für Die Rebellin[28]

## Werke
- Magie. Penhaligon, München 2009 (Originaltitel: The Magician’s Apprentice, übersetzt von Michaela Link), ISBN 978-3-7645-3037-2.

### Die Gilde der Schwarzen Magier
- Die Rebellin. Blanvalet, München 2006 (Originaltitel: The Magicians’ Guild), ISBN 3-442-24394-7.
- Die Novizin. Blanvalet, München 2006 (Originaltitel: The Novice), ISBN 3-442-24395-5.
- Die Meisterin. Blanvalet, München 2006 (Originaltitel: The High Lord), ISBN 3-442-24396-3.

### Das Zeitalter der Fünf
- Priester. Blanvalet, München 2007 (Originaltitel: Priestess of the White), ISBN 978-3-442-24479-9.
- Magier. Blanvalet, München 2008 (Originaltitel: Last of the Wilds), ISBN 978-3-442-24483-6.
- Götter. Blanvalet, München 2008 (Originaltitel: Voice of the Gods), ISBN 978-3-442-24484-3.

### Sonea
- Sonea: Die Hüterin. Penhaligon, München 2010 (Originaltitel: The Ambassadors’ Mission), ISBN 978-3-7645-3041-9.
- Sonea: Die Heilerin. Penhaligon, München 2011 (Originaltitel: The Rogue), ISBN 978-3-7645-3042-6.
- Sonea: Die Königin. Penhaligon, München 2012 (Originaltitel: The Traitor Queen), ISBN 978-3-7645-3043-3.

### Die Magie der tausend Welten
- Die Begabte. Penhaligon, München 2014 (Originaltitel: Thief’s Magic. Übersetzt von Michaela Link), ISBN 978-3-7645-3105-8.
- Der Wanderer. Penhaligon, München 2015 (Originaltitel: Angel of Storms, übersetzt von Michaela Link), ISBN 978-3-7645-3106-5.
- Die Mächtige.   Penhaligon, München 2017 (Originaltitel: Successor’s Promise, übersetzt von Michaela Link), ISBN 978-3-7645-3107-2.
- Die Schöpferin.   Penhaligon, München 2020 (Originaltitel: Maker‘s Curse, übersetzt von Michaela Link), ISBN 978-3-7645-3201-7.

### Kurzgeschichten
- Whispers of the Mist Children (1999)
- Room for Improvement (2003)
- The Mad Apprentice (2010)
- Doctor Who: Salt of the Earth (Time Trips) (2014)